# Calliopaea rissoana
Calliopaea rissoana is een slakkensoort uit de familie van de Limapontiidae. De wetenschappelijke naam van de soort werd in 1842 voor het eerst geldig gepubliceerd door Henri Milne-Edwards.